# Eunice Katunda
Eunice Katunda (* 14. März 1915 in Rio de Janeiro; † 3. August 1990 in São José dos Campos) war eine brasilianische Komponistin und Pianistin.
Katunda studierte bei Mozart Camargo Guarnieri, Hans-Joachim Koellreutter und Hermann Scherchen und unterrichtete am Konservatorium von Rio de Janeiro.
Sie komponierte eine Rundfunkoper, ein Stück für Streichorchester, ein Klavierkonzert, Huldigung an Schönberg für zwei Klaviere, Bratsche und Cello, kammermusikalische Werke, Kantaten, Chorwerke und Lieder. Katunda verband in ihren Kompositionen die Einflüsse afrobrasilianischer Musik mit der Zwölftontechnik und hatte Einfluss auf Komponisten wie Luigi Nono und Bruno Maderna.